# Inez Hellman
Inez Hellman ist eine US-amerikanische Country-Musikerin und Disc-Jockey.

## Karriere
Hellman war in den 1950er-Jahren um Cincinnati, Ohio, und Covington, Kentucky, dass auf der anderen Seite des Ohio Rivers liegt, aktiv. Mitte der 1950er-Jahre war sie regelmäßig auf WSIZ in Covington zu hören und schrieb Artikel für das Country-Magazin Pickin' and Singin' News aus Nashville. Zudem arbeitete Hellman bei WNOP in Newport, Kentucky.
Im Jahr 1955 spielte sie einige Soundalike-Versionen für Carl Buckhardts Budget-Labels Gateway Records und Excellent Records ein, unter anderem das Duett Are You Mine mit Delbert Barker. Außerdem war Hellman Vorsitzende des Fanclubs von Rudy Hansen, einem Country-Sänger auf WLW.

## Diskographie
| Jahr | Titel                                                                   | Label #       |
| ---- | ----------------------------------------------------------------------- | ------------- |
| 1955 | Are You Mine (mit Delbert Barker) / Making Believe                      | Gateway 1109  |
| 1955 | Who's Shoulder Will You Cry On? / As Long As I Live (mit Marlon Raimey) | Gateway 1117  |
|      | You Ain't Never Gonna Change / I've Got to Live With Me                 | Excellent 808 |